# Suiyuan
| 綏遠省 Provincie Suiyuan |        |
|                          |        |
| Hoofdstad                | Guisui |

Suíyuǎn (綏遠) is een voormalige provincie van China. Suiyuans hoofdstad was Guisui (het huidige Hohhot). De afkorting was 綏 (pinyin: suí). Suiyuan bestreek een gebied binnen het huidige Binnen-Mongolië, namelijk de gemeenten Hohhot, Baotou, Wuhai, Ordos, Bayan Nur, en delen van Ulaan Chab.
Suiyuan was gecreëerd door de Republiek China. Van 1937 tot 1945 maakte het deel uit van Mengjiang, een marionettenstaat onder Japans bewind. In 1954 ging Suiyuan, onder de Volksrepubliek China, deel uitmaken van Binnen-Mongolië.
De naam van de provincie was afgeleid van een district in de hoofdstad, gedurende de Qing-dynastie.
Andong · Chahar · Hejiang · Liaobei · Nenjiang · Rehe · Songjiang · Suiyuan · Xikang · Xing'an